# Robert Kubaczyk
Robert Kubaczyk (ur. 4 sierpnia 1986 w Wolsztynie) – polski lekkoatleta, sprinter. Absolwent Zespołu Szkół Ogólnokształcących i Profilowanych w Wolsztynie.

## Osiągnięcia
Zawodnik klubu WKS Śląsk Wrocław. Reprezentant Polski w sztafecie 4 x 100 m na Letnie Igrzyska Olimpijskie 2008 w Pekinie, ostatecznie nie miał okazji zaprezentować się pekińskiej publiczności. Medalista mistrzostw Polski seniorów. Rekordy życiowe: bieg na 100 m - 10,35 s. (2009), bieg na 200 m - 21,02 s. (2009).
Podczas młodzieżowych mistrzostw Polski, rozgrywanych po igrzyskach pekińskich w Grudziądzu (13 września 2008), zwyciężył w finale biegu na 100 m, uzyskując bardzo dobry czas 10,15 s., jednak przy pomocy zbyt silnie wiejącego wiatru (+3,6 m/s).
Akademicki wicemistrz świata z Belgradu (2009) w sztafecie 4 x 100 m (39,33 s.).